# Giovanni Battista Carnevalini
Giovanni Battista Carnevalini (Roma, 24 marzo 1843 – 9 giugno 1895) è stato un vescovo cattolico italiano.

## Biografia
Nato a Roma, sede papale, il 24 marzo 1843, fu ordinato presbitero il 23 dicembre 1865 e nominato vescovo di Civita Castellana, Orte e Gallese il 24 maggio 1889. Fu ordinato vescovo il 16 giugno successivo presso la basilica di Santa Maria in Via Lata dal cardinale Lucido Maria Parocchi, vicario generale per la diocesi di Roma. Morì il 9 giugno 1895.

## Genealogia episcopale
La genealogia episcopale è:
- Cardinale Scipione Rebiba
- Cardinale Giulio Antonio Santori
- Cardinale Girolamo Bernerio
- Arcivescovo Galeazzo Sanvitale
- Cardinale Ludovico Ludovisi
- Cardinale Luigi Caetani
- Cardinale Ulderico Carpegna
- Cardinale Paluzzo Paluzzi Altieri degli Albertoni
- Papa Benedetto XIII
- Papa Benedetto XIV
- Papa Clemente XIII
- Cardinale Marcantonio Colonna
- Cardinale Giacinto Sigismondo Gerdil
- Cardinale Giulio Maria della Somaglia
- Cardinale Carlo Odescalchi
- Cardinale Costantino Patrizi Naro
- Cardinale Lucido Maria Parocchi
- Vescovo Giovanni Battista Carnevalini